# 財界四天王
財界四天王（ざいかいしてんのう）は、池田勇人内閣を表裏で支えた4名を指す。経済記者の重鎮、三鬼陽之助によって命名された。

## 四天王
| 氏名     | 氏名 | 出生年 | 死亡年 | 財界役職           | 自社役職                                                                             |
| -------- | ---- | ------ | ------ | ------------------ | ------------------------------------------------------------------------------------ |
| 小林中   |      | 1899年 | 1981年 |                    | 富国生命保険社長、東急電鉄社長、日本開発銀行初代総裁、日本航空会長、アラビア石油社長 |
| 水野成夫 |      | 1899年 | 1972年 | 経済同友会幹事     | 産経新聞社長、フジテレビジョン社長                                                   |
| 永野重雄 |      | 1900年 | 1984年 | 日本商工会議所会頭 | 富士製鐵社長                                                                         |
| 櫻田武   |      | 1904年 | 1985年 | 日経連会長         | 日清紡績社長                                                                         |

## 概略
財界四天王の呼称は、1961年（昭和36年）『文藝春秋』新年号で三鬼陽之助により初めて使用された。それ以後、池田内閣のご意見番として君臨する4名を示す言葉として広く使用されるようになった。
そもそも、池田勇人を支持するきっかけとなったのは、財界四天王の師匠、宮島清次郎（日本工業倶楽部元会長、日清紡績元社長）の存在に尽きる。宮島は吉田茂元首相と東京帝国大学時の同級生であり、一緒に下宿する程の大親友であった。さらに第1次吉田内閣当時には資金援助もしていた。そのような関係もあり、吉田は第3次内閣を組閣する際、財界の重鎮となっていた宮島に大蔵大臣就任を要請した。宮島は若き頃、首相を務めた犬養毅に一時師事し、代議士経験もあるなど政治に精通していたものの、これを拒否し、逆に櫻田武の推挙により池田を大蔵大臣に推薦し就任させた。ここから、財界四天王と池田との深い関係が始まる。
敗戦からまだ20年前後で、旧財閥は以前ほどの力がなく、働き盛りの4人が日本の財界を牛耳った。この4人が相談すると、日本国の大抵のことは決められるともいわれた。政治資金規正法という面倒な法律もなく、この4人を中心に集金して、ジャンジャン政治家に献金した。スポンサーとして金も出し意見もした。財界優位の時代で、ときの総理といえども聞かざるを得なかった。池田内閣の「所得倍増計画」という根幹の政策からして、財界の意見をそのまま政策に反映するもので、貧乏だった日本経済が急激に上昇した時代であった。財界四天王は池田内閣時、財務面でのバックアップのみならず、政策にも大きくかかわった。池田の死後も、池田派により結成された宏池会の後見人として、政治の世界に影響力を持ち続けた。

## 関係
小林、水野、永野、櫻田は、それぞれ個性が非常に強いカリスマであった。よって、思想の食違いで揉めることも多々あったようであるが、根本で互いを認めあう関係だった。さらに永野と櫻田は同じ広島県出身の上、第六高等学校・東京帝国大学時代と同じ柔道部仲間であり、特別に親交が深かった。
池田の時代までは、自動車も、家電も、コンピューターもまだまだヒヨコの時代でもあり、日本経済を引っ張る基幹産業の雄は鉄であった。八幡製鐵（現・日本製鉄）、富士製鐵（現・日本製鉄）、日本鋼管（現・JFEスチール）は、鉄鋼御三家といわれ、政治献金は、この3社が決める額に習えというのが常識だった。このため勢力でいえば、富士製鐵のトップである永野が一番だった。永野は政治が好きで、早くから政治家を知り、最も政治を知っている財界人で、生涯に渡り、時の政局に関わり続けた。